# Бабаджанов, Ислам Алимович
Бабажанов Ислам Алимович (узб. Islom Alimovich Bobojonov, Ислом Олимович Бобожонов; 09 апреля 1957 года, Ханкинский район Хорезмской области) — министр сельского и водного хозяйства (1998—1999), хоким Хорезмской области (1999—2008), член Сената Олий Мажлиса Узбекистана, Герой Узбекистана (2002).

## Биография
Окончил Ташкентский текстильный институт (1979) и Ташкентский государственный экономический университет (2000).
В 1979—1998 гг. — инженер, главный инженер Ханкинского хлопкоочистительного завода, хоким Ханкинского района, первый заместитель министра сельского и водного хозяйства Узбекистана.
Министр сельского и водного хозяйства (1998—1999).
Хоким Хорезмской области (1999—2008).
Депутат Олий Мажилиса 2-го созыва (1999—2004 гг.) от Ханкинского № 213 округа Хорезмской области.
23 августа 2002 года указом Президента был удостоен звания «Герой Узбекистана» с награждением медалью «Олтин Юлдуз».
с 16 сентября 2016 года хоким Зарбдарского район Джизакской область.